# انزو گامبارو
انزو گامبارو (انگلیسی: Enzo Gambaro؛ زادهٔ ۲۳ فوریهٔ ۱۹۶۶) بازیکن فوتبال اهل ایتالیا است.
از باشگاه‌هایی که در آن بازی کرده‌است می‌توان به باشگاه فوتبال رجینا، باشگاه فوتبال فیورنتینا، باشگاه فوتبال آ.ث. میلان، باشگاه فوتبال پارما، باشگاه فوتبال بولتون واندررز، باشگاه فوتبال سمپدوریا، باشگاه فوتبال رجانا، باشگاه فوتبال تریستیانا، باشگاه فوتبال گریمزبی تاون، باشگاه فوتبال چزنا، باشگاه فوتبال اشتورم گراتس، و باشگاه فوتبال ناپولی اشاره کرد.